# M'Tarfa
M'Tarfa est une commune de la wilaya de M'Sila en Algérie.